# Tuta (Fußballspieler, 1999)
Tuta (* 4. Juli 1999 in São Paulo; bürgerlich Lucas Silva Melo) ist ein brasilianischer Fußballspieler. Der Abwehrspieler, der zumeist als Innenverteidiger eingesetzt wird, stand bis zum 4. August 2025 beim Bundesligisten Eintracht Frankfurt unter Vertrag, bevor er zum al-Duhail Sports Club nach Katar wechselte.

## Karriere
Tuta durchlief die Jugendmannschaften des FC São Paulo und stand ab November 2018 im Profikader, kam jedoch nie in einem Pflichtspiel zum Einsatz. Ende Januar 2019 wechselte er zum Bundesligisten Eintracht Frankfurt und unterschrieb einen Vertrag über viereinhalb Jahre. Zur Spielzeit 2019/20 wurde er für ein Jahr an den belgischen Erstligisten KV Kortrijk verliehen, um Spielpraxis zu sammeln. Am 24. November 2019 gab er beim 0:0 gegen den RSC Anderlecht sein Profidebüt. Bis zum durch die COVID-19-Pandemie erzwungenen Saisonabbruch kam er zu 17 weiteren Pflichtspieleinsätzen mit einem Torerfolg.
Zur Spielzeit 2020/21 kehrte der Brasilianer nach Frankfurt zurück und kam bis Mitte Januar 2021 als Backup in vier Pflichtspielen zum Einsatz. Anschließend rückte er nach dem Ende der Profikarriere von David Abraham als Stammspieler an der Seite von Evan N’Dicka und Martin Hinteregger in die Innenverteidigung der Eintracht. Auch unter Frankfurts neuem Trainer Oliver Glasner hatte die Dreierkette in dieser Form Bestand und Tuta absolvierte in der Saison 2021/22 26 Bundesligaspiele, in denen er seine ersten 4 Tore für die Hessen erzielte. In der Europa League verpasste der Brasilianer lediglich zwei Spiele und stieß mit seiner Mannschaft als Gruppenerster nach Siegen in der K.o.-Runde gegen Betis Sevilla, den FC Barcelona und West Ham United bis ins Finale vor. Dort stand Tuta am 18. Mai 2022 gegen die Glasgow Rangers bis Mitte der zweiten Halbzeit auf dem Feld und gewann mit der Eintracht im Elfmeterschießen den Titel. Er verlängerte noch kurz vor dem Finale seinen Vertrag vorzeitig bis 2026.
Sein Vertrag in Frankfurt endete vorzeitig am 4. August 2025 und Tuta wechselte für eine kolportierte Ablösesumme in Höhe von 15 Millionen Euro zu al-Duhail Sports Club nach Katar. Er erhält dort einen Vertrag bis 2030.

## Sonstiges
Den Namen Tuta verdankt er seiner optischen Ähnlichkeit mit dem ehemaligen brasilianischen Fußballspieler Moacir Bastos (* 1974), der ebenfalls unter dem Namen Tuta bekannt ist.

## Erfolge
Eintracht Frankfurt
- Europa-League-Sieger: 2022